# Camille Huysmans
Jean Joseph Camille Huysmans, nato come Camiel Hansen (Bilzen, 28 maggio 1871 – Anversa, 23 febbraio 1968), è stato un politico e giornalista belga, primo ministro del Belgio dal 3 agosto 1946 al 20 marzo 1947, è stato segretario della Seconda Internazionale Socialista.

## Biografia

### Origine, studio e attività professionali
Huysmans è nato come Camiel Hansen e si è laureato in filologia germanistica all'Università di Liegi. Dal 1893 al 1897 ha lavorato come insegnante prima di tornare all'Università di Liegi per conseguire il dottorato in filosofia.
Già da studente, ha preso contatti con il Partito Operaio Belga (BWP), che in seguito divenne il Partito Socialista Belga (PSB). Ha lavorato come giornalista per diverse riviste socialiste e ha assunto nel 1904 un lavoro nella federazione sindacale.

### Attività nel Movimento fiammingo e politica
È stata una figura importante del Movimento fiammingo. Nel 1911 ha scritto con i democristiani Frans Van Cauwelaert e Louis Franck un disegno legge per creare un'università olandese a Gand.
È stato sindaco di Anversa, presidente della Camera dei rappresentanti e primo ministro.
Durante la prima guerra mondiale, fuggì in Francia con i parlamentari di tutti i partiti e il governo. Huysmans fece parte di una conciliazione iniziata dai paesi socialisti in guerra. Nel 1916 a Stoccolma ha incontrato, ma sarà breve la durata, i sostenitori della guerra.

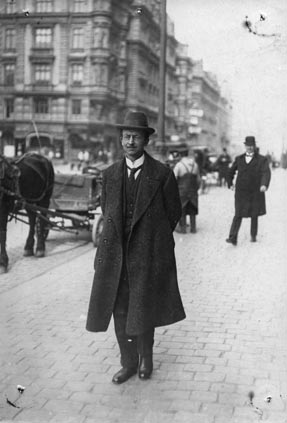
Camille Huysmans nel 1917

Durante la seconda guerra mondiale, Huysmans si è unito al liberale Marcel-Henri Jaspar a Londra e con lui ha costituito un "Comitato Nazionale belga", responsabile di continuare la lotta contro la Germania a fianco degli Alleati. Poi si è unito al primo ministro belga Hubert Pierlot e al ministro degli Esteri Paul-Henri Spaak, che fuggirono in Francia, sperando di patrocinare là la continuazione della guerra e che, costretti a lasciare la Francia durante l'armistizio franco-tedesco, arrivarono a Londra per formarvi il governo belga in esilio.
Dopo la liberazione, Huysmans ha assunto la funzione di capo del governo belga, dal mese dell'agosto 1946 al marzo 1947.
Camille Huysmans nel 1926 ha fondato l'École supérieure de la Cambre, di cui è stato primo direttore Henry van de Velde (1863-1957). Questa istituzione è dedicata alle arti visive e ha contribuito a una nuova fioritura della pittura belga, della scultura e dell'architettura. Più tardi, si aggiungerà la scenografia e l'animazione. Chiamata all'inizio Scuola Nazionale Superiore di Arti Visive, l'istituto ha annoverato tra docenti e studenti, i pittori Paul Delvaux, Jean-Michel Folon e Serge Creutz, gli architetti Leon Stijnen e Victor Bourgeois.
Fu membro della Massoneria.

### Vita privata
All'età di 26 anni sposò Marthe d'Espagne, una brussellese, con la quale si accasò a Bruxelles. La coppia ebbe tre figli:
- Sara (1897)
- Marta Camilla (1900)
- Pauwel August Lodewijk Adolf Kamiel (1905)

## Pubblicazioni

### Scritti letterari
- De duivel in de Middelnederlandsche dramatische letterkunde, proefschrift, 1891.
- Een vastenavond in 1483, Tongeren, 1891.
- Quatre types. Le renard etUlenspiegel, le démon et le diable, in: Ça Ira, Antwerpen, 1937.
- Vier kerels. Reinaert en Ulenspiegel. De demon en de duivel, Antwerpen, De Standaard, 1966.
- Reinaert en Ulenspiegel, in: Nieuw Vlaams Tijdschrift, 1947.
- Chateaubriand animal politique, in: Synthèses, 1948.
- Souvenirs de Jaurès, in: Revue socialiste 1950.
- Le roman d'Ulenspiegel et le roman de Charles de Coster, Brussel, 1960.

### Scritti storici
- Toponymische studie over de oude en nieuwere plaatsnamen der gemeente Bilzen, Gent, 1897.
- La lutte scolaire de 1879 à la campagne, in: Le Peuple, 1903.
- La révolution de 1830 et le mouvement politique, Gent, 1905.

### Scritti politici
- Le programme et la tactique socialiste, 1900.
- (samen met Louis de Brouckère & Louis Bertrand) 75 années de domination bourgeoise, Gent, 1905.
- La plus-value immobilière dans les communes belges, Gent, 1909.
- De Vlaamsche politiek in België, in: Vrij België, Scheveningen, 1916.
- Camille Huysmans. Ses discours prononcés en Hollande du 9 au 31 janvier 1916, België, 1916.
- La Belgique stabilisée. Deux points de vue sur la question des langues. Le point de vue flamand, in: La Revue des Vivants, Parijs, 1928.
- Hoe kan het Vlaamsch cultuurprobleem opgelost worden, in: Vlaamsche Gids, 1931
- Het België van morgen, Antwerpen, Ontwikkeling, 1945.
- België in den storm, Antwerpen, Ontwikkeling, 1945.
- Brieven aan een jongen socialist, Antwerpen, Ontwikkeling, 1945.
- De marionetten van Londen, Gent, De Vlam, 1950.
- Iets over het begin en voor morgen, in: Socialistische studiën, 1959.
- Correspondance entre Lénine et Camille Huysmans (1905-1914), Parijs-Den Haag, 1963.

## Onorificenze

### Onorificenze belghe
- Ministro di Stato: da decreto reale[4]
- Membro dell'Accademia reale[4]